# Iryanthera juruensis
Iryanthera juruensis är en tvåhjärtbladig växtart som beskrevs av Otto Warburg. Iryanthera juruensis ingår i släktet Iryanthera och familjen Myristicaceae. Inga underarter finns listade i Catalogue of Life.